# High Performance File System
High Performance File System (HPFS) is een bestandssysteem speciaal ontwikkeld voor het OS/2-besturingssysteem om de tekortkomingen van het FAT-bestandssysteem weg te werken. Het was geschreven door Gordon Letwin en andere werknemers bij Microsoft. Het werd toegevoegd aan OS/2 versie 1.2, toen nog een product van de samenwerking van Microsoft en IBM.
Verbeteringen van HPFS zijn onder andere
- ondersteuning van bestandsnamen met hoofd- en kleine letters;
- lange bestandsnamen (256 karakters, tegenover de 11 karakters van FAT);
- een efficiënter gebruik van schijfruimte door sectoren afzonderlijk te benaderen in plaats van per clusters;
- een interne architectuur die items die verbonden met elkaar zijn dicht bij elkaar houdt;
- minder fragmentatie van de data en een centrale rootmap;
- Ook is er plaats voor 64 kB aan metadata per bestand;

Nadat IBM en Microsoft uiteengingen, ontwierp Microsoft NTFS, een uitbreiding van HPFS.